# Rokycany (Eslováquia)
Rokycany (em húngaro: Berki) é um município da Eslováquia, situado no distrito de Prešov, na região de Prešov. Tem 5,79 km² de área e sua população em 2018 foi estimada em 1.069 habitantes.

## Demografia
| Ano:        | 1994 | 2004    | 2014    | 2024   |
| ----------- | ---- | ------- | ------- | ------ |
| Broj ljudi: | 630  | 793     | 1010    | 1076   |
| Razlika:    |      | +25,87% | +27,36% | +6,53% |

| Ano:               | 2023 | 2024   |
| ------------------ | ---- | ------ |
| Número de pessoas: | 1073 | 1076   |
| Diferença:         |      | +0,27% |